# Efterbrännkammare

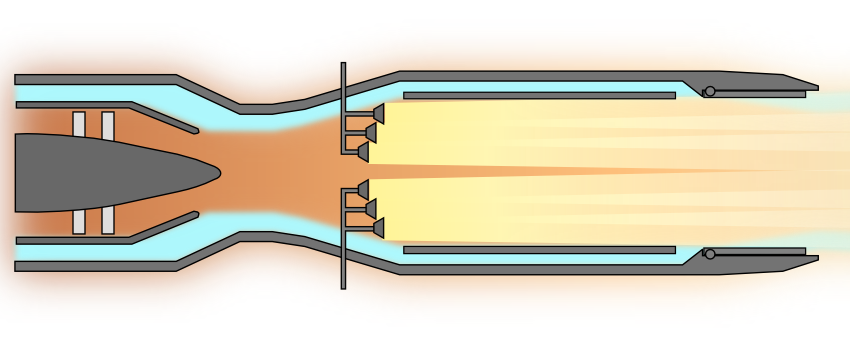
Funktionsschema av en efterbrännkammare, där nytt bränsle tillförs i utloppet.

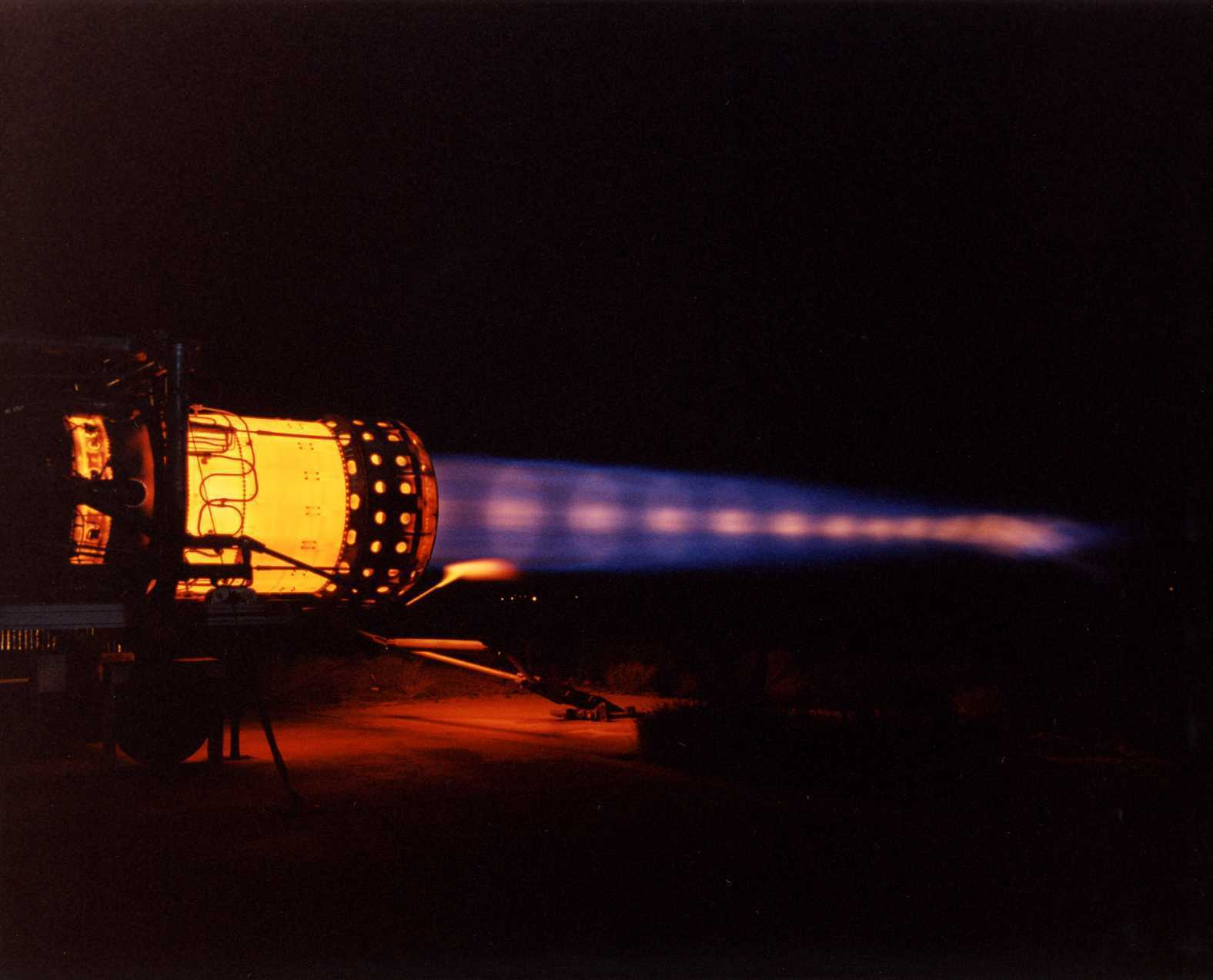
Test av en jetmotor med efterbrännare

Efterbrännkammare, ebk, (engelska: afterburner, reheat) är en förlängning av utloppet på en jetmotor, i vilken ytterligare bränsle kan sprutas in och förbrännas. Därigenom höjs förbränningsgasernas temperatur vilket ökar gasvolymen och leder till högre hastighet på den utströmmande gasen vilket i sin tur ökar motorns dragkraft. Efterbrännkammarens verkningsgrad är ungefär en tredjedel av den vanliga jetmotorns men den är en enkel, lätt och billig konstruktion. Ofta är därför en mindre jetmotor med efterbrännkammare trots den låga verkningsgraden att föredra jämfört med en kraftigare jetmotor utan efterbrännkammare, om den extra motorstyrkan endast behövs tillfälligt, till exempel vid start eller luftstrid.
Konstruktionen används främst i militära sammanhang och de enda civila plan som utrustats med efterbrännkammare är överljudsplanen Tupolev Tu-144 och Concorde.